# وزارة الأسرة
وزارة الأسرة (بالفرنسية: Ministère de la Famille) هي وزارةٌ حكومية في مقاطعة كيبك الكندية، مسؤولة عن سياسات وبرامج الأسرة، بما في ذلك رعاية كبار السن ودعم الأسر في المقاطعة.
منذ 20 أكتوبر 2022، تشغل سوزان روي منصب وزيرة الأسرة في كيبك.